# Витвицький Іван Маркович
Іван Витвицький (17 квітня 1901, Витвиця — вересень 1939, Стрий) — український журналіст.

## :bnn'gbc
Учасник Першої світової війни. Перебував у лавах УГА. Навчався у Львівському університеті. У 1920-х роках активний член УВО, провідник радикальної студентської молоді, згодом діяч УНДО. Закінчив вищу журналістську школу в Берліні. 
З 1934 року працював берлінським кореспондентом та входив до складу редколегії газети «Новий Час» у Львові. Публікував статті про міжнародну політику в «Новому часі», гостро критикував книгу Адольфа Гітлера «Mein Kampf» («Моя боротьба»). 
Під час загальної паніки перед нацистським нападом на Польщу був заарештований польською поліцією і розстріляний без суду.